# Josette Taramarcaz
Pour les articles homonymes, voir Taramarcaz.
Josette Taramarcaz, née à Martigny le 24 juillet 1951, est une artiste plasticienne valaisanne. Elle vit et travaille à Fully (Valais) en Suisse. 

## Biographie
Après des études pédagogiques, elle acquiert une formation de céramiste dans divers ateliers et s’oriente vers la sculpture. Elle est diplômée de l'École d'Arts Appliqués de Vevey.
Ses oeuvres ont été présentées lors de nombreuses expositions personnelles et collectives en Suisse et à l’étranger. Lauréate de concours d'œuvres pour l'Espace public. Ses œuvres se retrouvent dans des collections publiques et privées en Suisse, en Allemagne, en Arménie et au Japon.
Parallèlement à son travail de sculpture, elle crée des scénographies pour la troupe des VilainsBonzhommes.
Ces dernières années, elle noue un lien particulier avec l'Arménie, à travers plusieurs rencontres et expositions. En 2016, invitée en résidence par le Musée d'Art Moderne d'Erevan (en),  elle crée in situ une œuvre sur le thème de l'exil. 

## Démarche artistique
Le travail de Josette Taramarcaz s'inspire de l'actualité notamment des drames de l'immigration,.         
Elle travaille l’argile, le béton et le bronze, le terre cuite et la porcelaine.      

## Publications (monographies*)
- Josette Taramarcaz Sculptures et Installations. Till Schaap Edition Textes de Diane Antille, Julia Hountou, Françoise Jaunin, Paul Maret *
- L’une et l’autre, L’une ou l’autre, Josette Taramarcaz, Marie Vieli. Manoir de la Ville de Martigny. ART-RAY Editions. Textes de Diane Antille, Nicole Kunz, Mads Olesen *
- Josette Taramarcaz Sculptures-Installations, Jardin FloreAlpe Champex *
- Catalogue d’exposition 2004. Jardin botanique alpin Flore-Alpe, Champex. Textes de Nicole Kunz, Paul Maret
- Sommerausstellung im Schloss, Leuk Texte d’Arnold Steiner
- Fantasy Island, Swissceramics 2019 im Kunst (Zeug) Haus Rapperswil-Jona. Textes de Lynn Frydmann Kuhn, Gaby Dewald, Peter Stohler
- Open sounds of contemporary art ICAE 2018. Manfredi Edizione. Textes de Mazdak Faiznia et Marina Hakobyan
- XX Espace culturel Assens. Textes de Françoise Jaunin, Janine Lanfranconi, Clothilde Wüthrich
- Next Exit, Triennale 2017 Valais Wallis. Textes de Julia Hountou, Véronique Mauron Layaz, Simon Lamunière
- Eis/Zeit Ice/Age, Belalp 2016. Textes de Dr Sébastien König, Sefan Ruppen, Carmela Kuonen Ackermann
- Bruit, Visarte Genève, Texte de Guy Schibler
- 10 ans de sculpture entre Art et Nature, Champex-Lac. Textes de Véronique Ribordy
- 40 ans Visarte Valais / Wallis ART-RAY Editions. Textes de Jacques Cordonier, Mads Olesen, Heinrich Gartentor, Anne Jean-Richard Largey, Véronique Ribordy, Josette Taramarcaz, Floriane Tissières
- Ceramica contemporanea svizzera 2013. Textes de Carlo Croci. Rolando Peternier, Simone Soldini, Maurizio Ferrari, Roland Blaettler
- Corpus, Cave de Courten. Textes de Anne-Catherine Fontannaz, François Genoud
- Intérieur – Extérieur, Ateliers d’artistes. Textes de Françoise Jaunin, Josette Taramarcaz et Floriane Tissières
- Go Tell In on the Mountain, Towards a New Monumentalism. Verbier skulpture Park & Residency 2011-2012. Préface Bertrand Deslarzes
- Poétique du Corps, Ferme de la Chapelle Texte de Nicole Kunz
- Das gleiche ist das Andere / L’identique c’est l’autre, volume 1 et 2. Textes de Anette Kummer et Floriane Tissières
- Frontières, Musée d’Art et d’Histoire Neuchâtel. Textes de Bernard Cattin, Walter Tschopp, Yves-André Donzé, Bernadette Richard
- Swissceramics 1959-2009, Musée de l’Ariana, Château de Nyon, Fondation Brückner. Textes de Adriana Hartley, Anne-Claire Schumacher, Vincent Lieber, Jeanine de Haller
- Bisse Repetita Texte de Philippe de Kalbermatten
- 6th Cairo International Biennale for Ceramics. Textes de Farouk Hosni, Ahmed Nawar, Mohie-Eddin Hussein, Mohssen Shaalan
- L’art de jouer, Musée suisse du jeu / Musée du jouet. Edition du Sekoya. Textes de Stéphanie Vérolet et Flavio Santi
- 5th Cairo International Biennale for Ceramics. Textes de Farouk Hosni, Ahmed Nawar, Mohie-Eddin Hussein